# New Mexico State Aggies
New Mexico State Aggies (español: Agrónomos de la Estatal de Nuevo México) es el nombre de los equipos deportivos de la Universidad Estatal de Nuevo México, situada en Las Cruces, Nuevo México. Los equipos de los Aggies participan en las competiciones universitarias organizadas por la NCAA, y forman parte de la Conference USA.

## Apodo y mascota
El término Aggie que utiliza la Universidad Estatal de Nuevo México para denominar a sus deportistas es una abreviatura proveniente de la palabra Agriculture, y es común verlo utilizado en las universidades técnicas con estudios en especialidades agrónomas, como fue ésta en sus orígenes.
La mascota es Pistol Pete, un pistolero, aunque en 2005 una parte del alumnado consiguió que se cambiara la pistola por un lazo y el nombre por simplemente Pete. En 2006 Pete recuperó el arma.

## Programa deportivo
Los Aggies participan en las siguientes modalidades deportivas:
| - Masculino - Béisbol - Baloncesto - Cross - Fútbol americano - Golf - Tenis | - Femenino - Baloncesto - Cross - Golf - Equitación - Softball - Natación - Tenis - Atletismo - Voleibol - Soccer |

### Baloncesto
El mayor éxito del equipo de baloncesto masculino fue su participación en la Final Four de 1970. En total han participado en 18 fases finales de la NCAA y en 5 del NIT, además de conseguir 14 títulos de conferencia. Su actual entrenador es el exjugador de la NBA Reggie Theus.
Un total de 11 jugadores de los Aggies han llegado a la liga profesional norteamericana.